# Alexander Siloti

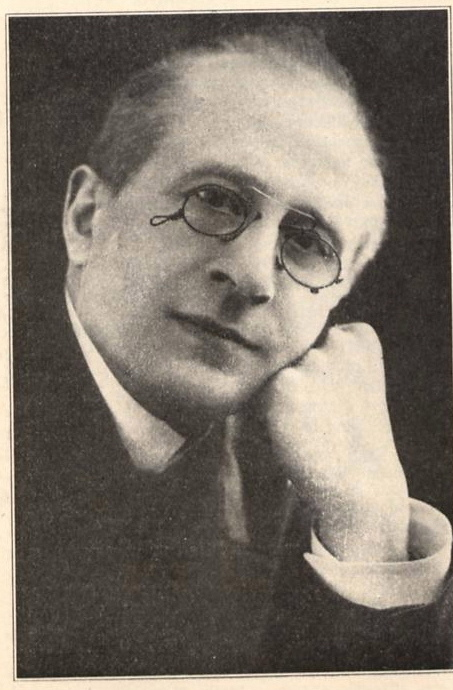
Alexander Siloti.

Alexander Siloti, född 9 oktober 1863 nära Charkov, död 8 december 1945 i New York, var en ukrainsk-amerikansk pianist.
Siloti var lärjunge till Nikolaj Rubinstein, Pjotr Tjajkovskij och Franz Liszt. Han tog 1885 initiativet till bildandet av Lisztsällskapet i Leipzig, var 1886–90 professor vid Moskvakonservatoriet och verkade 1901–04 som dirigent där och i Sankt Petersburg. Han emigrerade 1919 till USA. Han vann rykte främst som uttolkare av Franz Liszt och Frédéric Chopin.
Mellan 1892 och  1900 konserterade han i Europa och spelade i New York, Boston, Cincinnati och Chicago (1908), då han lät publiken lära känna Sergej Rachmaninovs pianoverk. Som dirigent framförde han urpremiären av Rachmaninovs andra pianokonsert år 1901 med tonsättaren själv som solist. Mellan 1901 och 1903 ledde Siloti Moskvafilharmonin och mellan 1903 och 1917 var han organisatör, finansiär och dirigent för Silotikonserterna i Sankt Petersburg. Inom ramen för dem såg han och den kände musikvetaren Aleksandr Ossovskij till att engagera musiker som Leopold Auer, Pablo Casals, Fjodor Sjaljapin, George Enescu, Josef Hofmann, Wanda Landowska, Willem Mengelberg, Felix Menotti, Arthur Nikisch, Arnold Schönberg och Felix Weingartner; dessutom såg de till att framföra verk av Debussy, Elgar, Glazunov, Prokofjev, Rachmaninov, Rimskij Korsakov, Skrjabin, Sibelius, Stravinskij. 
Siloti intresserade sig inte för det politiska skeendet utan höll sig på behörigt avstånd från Sovjetunionens politiska spel; han koncentrerade sig helt på att undervisa sina elever och på att förbereda dem för konsertlivet. Teknik var för honom ett allomfattande problem som inte bara inbegrep fysiologiska aspekter utan även syftade till att bemästra konsertsituationen. Tekniken var en oskiljaktig del av pianistens kroppsliga konstitution. Detta var en skola som byggde på Liszts undervisning, och Siloti sågs som en glansfull företrädare för denna tradition. Hans roll som ledande gestalt inom det ryska musiklivet upphörde i och med oktoberrevolutionen. Han greps 1919 av myndigheterna men släpptes tack vare en god advokatinsats. Han flydde med sin familj till Finland, gav konserter i Tyskland och England, innan han utvandrade till USA för gott. Hans framträdanden i USA gjorde stort intryck och konserten i november 1930 har blivit legendarisk, då han spelade Liszts båda pianokonserter med Arturo Toscanini som dirigent. Bland Silotis privatelever märks Marc Blitzstein, Gladys Ewart och Eugene Istomin. Siloti skrev över 200 arrangemang, transkriptioner och orkestreringar av musik av Bach, Beethoven, Liszt, Tjajkovskij och Vivaldi. Under sin aktiva tid betraktades Siloti som den främste exponenten av den ryska pianoskolan. Carl Fischer har utgivit en detaljerad antologi över Silotis transkriptioner för piano och Rowman-Littlefield har gett ut en musikalisk biografi över honom. Utöver sin verksamhet som konsertpianist undervisade han under sin tid i USA vid Juilliard School i New York åren 1924 till 1942.
Några av Silotis mer kända arbeten är revideringen av Tjajkovskijs pianokonserter och transkriptionerna av Preludium i h-moll och Andante ur violinsonat i a-moll BWV 1003 av Johann Sebastian Bach.